# فرودگاه ناها
فرودگاه ناها (به انگلیسی: Naha Airport) یک فرودگاه همگانی با کد یاتا OKA است که یک باند فرود آسفالت دارد و طول باند آن ۳۰۰۰ متر است. این فرودگاه در شهر ناها، اوکیناوا کشور ژاپن قرار دارد و در ارتفاع ۳ متری از سطح دریا واقع شده‌است.

## شرکت‌های هواپیمایی و مقصدهای پروازی

### مسافری
| شرکت‌های هواپیمایی                                | مقصدهای پروازی |
| ------------------------------------------------ | --- |
| ایر چاینا                                        | پکن، تیانجین بینهای |
| آل نیپون ایرویز                                  | هیروشیما، پایگاه نیروی هوایی، دریایی ایواکونی، کوماموتو، ماتسویاما، مییاکو، ناگازاکی، چوبو سنترایر، اوساکا، سندای، شیزوکا، تاکاماتسو، هانه‌دا فصلی: نیئیگاتا، نیو چیتوز |
| All Nippon Airways اجرا توسط ANA Wings           | فوکوئوکا، Ishigaki، کیتاکیوشو، مییاکو |
| آسیانا ایرلاینز                                  | گیمهی، اینچئون |
| دراگون‌ایر                                        | هنگ کنگ |
| چاینا ایرلاینز                                   | گاوشیونگ، تائویوان تایوان |
| هواپیمایی شرقی چین                               | هانگجو ژیاشان، شانگهای پودنگ، شی‌آن شیان‌یانگ |
| ایستار جت                                        | اینچئون |
| اوا ایر                                          | تائویوان تایوان |
| هاینان ایرلاینز اجرا توسط بیجینگ کپیتال ایرلاینز | هانگجو ژیاشان |
| هنگ کنگ ایرلاینز                                 | هنگ کنگ |
| خطوط هوایی ژاپن                                  | اوساکا، هانه‌دا |
| خطوط هوایی ژاپن اجرا توسط ژاپن ترانس‌اوشن ایر     | فوکوئوکا، Ishigaki، کوماتسو، کومیما، مییاکو، چوبو سنترایر، اوکایاما، کانزای                                                                                            |
| ژاپن ترانس‌اوشن ایر اجرا توسط Ryukyu Air Commuter | امامی, Ishigaki، کیتادایتو، کومیما، می‌نامی-دایتو، یوناگونی، یورون فصلی: مییاکو                                                                                         |
| ججو ایر                                          | اینچئون |
| Jetstar Asia Airways                             | چانگی سنگاپور (آغاز از ۱۷ نوامبر ۲۰۱۷) |
| Jetstar Japan                                    | چوبو سنترایر، کانزای، ناریتا |
| Jin Air                                          | گیمهی، اینچئون |
| جونیائو ایرلاینز                                 | نانجینگ لوکو، شانگهای پودنگ |
| کورین ایر                                        | اینچئون |
| مندرین ایرلاینز                                  | تیچون |
| Peach                                            | سووارنابومی، فوکوئوکا، هنگ کنگ، کانزای، اینچئون، تائویوان تایوان |
| سیلک‌ایر                                          | چارتر فصلی: چانگی سنگاپور |
| Skymark Airlines                                 | فوکوئوکا، ایباراکی، کوبه، چوبو سنترایر، هانه‌دا |
| Solaseed Air                                     | کاگوشیما، کوبه، مییازاکی، چوبو سنترایر |
| تی وی ایرلاینز                                   | دئگو، اینچئون |
| تایگرایر تایوان                                  | گاوشیونگ، تائویوان تایوان |
| Vanilla Air                                      | تائویوان تایوان، ناریتا |

### Cargo service
آل نیپون ایرویز operates an overnight cargo hub at Naha Airport, which receives inbound بوئینگ ۷۶۷ freighter flights from key destinations in Japan, China and Southeast Asia between 1 and 4 a.m., followed by return flights between 4 and 6 a.m., allowing overnight service between these regional hubs as well as onward connections to other ANA and partner carrier flights.
The hub began operations in 2009; by 2013 it served eight cities, and ANA had chartered a نیپون کارگو ایرلاینز بوئینگ ۷۴۷ freighter to handle demand on the trunk route from ناریتا.